# Ривера, Кимберли
Кимберли Ривера (англ. Kimberly Rivera, род. около 1982) — рядовой первого класса Армии США, которая в феврале 2007 года дезертировала из американских войск после года службы в знак протеста против Иракской войны. Первая военнослужащая армии США, дезертировавшая и сбежавшая в Канаду. 20 сентября 2012 года была депортирована в США из Канады, признана виновной в дезертирстве и получила 10 месяцев тюремного заключения. Согласно заявлению Amnesty International, является узницей совести в США.

## Биография

### Воинская служба
До вступления в ряды Армии США Кимберли жила в городе Мескит (штат Техас) и работала в сети гипермаркетов Walmart. На работе она познакомилась со своим будущим супругом Марио и вскоре вышла за него замуж. Оба хотели отправиться на службу в армию, но из-за лишнего веса не могли пройти медкомиссию. Кимберли сбросила вес быстрее и в январе 2006 года начала контрактную службу в Армии США с итоговым бонусом в 8 тысяч долларов. В октябре направлена в командировку в Ирак, где работала на КПП. Достаточно быстро Кимберли разочаровалась в службе, а её антивоенные настроения усилились после того, как к ней пришла иракская семья с плачущей двухлетней девочкой на руках, требовавшая компенсации за нанесённый ущерб американскими бомбардировками. Также Кимберли говорила, что в её койке был обнаружен кусок шрапнели. Со временем она всё больше стала полагать, что правительство США не только скрывает часть правды о войне в Ираке, но и предаёт собственных военнослужащих.

### Дезертирство
В начале 2007 года Кимберли отправилась в отпуск. Вопреки запланированному возвращению в воинскую часть, Кимберли и её супруг Марио связались с канадской организацией из Торонто «Кампания по поддержке противников войны» (англ. War Resisters Support Campaign) и 18 февраля 2007 года вместе с детьми пересекли границу. Семья Ривера подала заявку на получение статуса беженцев. До 2012 года семья проживала в Торонто.
В январе 2009 года Совет по вопросам иммиграции и беженцев потребовал от Кимберли Ривера покинуть страну к концу месяца. Министр по делам иммиграции Джейсон Кенни заявил, что все дезертиры из Армии США наподобие Ривера не имеют никаких юридических оснований называть себя беженцами. Коалиция Либеральной и Новой демократической партий Канады выступила против депортации и применения силы в отношении дезертиров, а представитель «Кампании по поддержке противников войны» Ли Залофски обвинил Кенни в применении двойных стандартов. Ривера оспорила решение о депортации.

### Депортация и тюрьма
В августе 2012 года, спустя пять лет после переезда в Канаду, Ривера получила ещё один документ о депортации с требованием вернуться 20 сентября 2012 года в США. Организация Amnesty International признала американку отказницей совести и предупредила, что в случае задержания официально признает её узницей совести. 20 сентября Ривера пересекла границу США и была арестована, после чего отправлена под стражу в военную тюрьму.
29 апреля 2013 года в Форт-Карсоне (штат Колорадо) состоялось слушание по делу Ривера. Она признала свою вину и была приговорена к 10 месяцам лишения свободы, а также была уволена из вооружённых сил США по дискредитирующим обстоятельствам. Кимберли подавала прошение о досрочном освобождении, чтобы подольше остаться со своим новорождённым сыном (родился 25 ноября 2013 года в военно-морском медицинском центре Бальбоа), но 27 ноября 2013 года получила отказ. 1 декабря в США и других странах мира прошли несколько акций протеста перед консульствами и военными базами США с требованиями освободить Ривера.
Кимберли и её новорождённого сына разлучили спустя два дня после рождения, отправив мать в тюрьму; также дети лишились права видеть мать по выходным. 28 ноября очередной протест с просьбой сократить на 45 дней её пребывание в тюрьме отклонил комендант Форт-Карсона, бригадный генерал Майкл А. Биллс. Освобождение Кимберли Ривера состоялось 12 декабря 2013 года: она покинула тюрьму Мирамар в Сан-Диего (Калифорния) за хорошее поведение и за прилежную работу, в том числе и за вязание одеял для раненых бойцов Армии США.

## Семья
На момент депортации Кимберли и Марио воспитали четверых детей: двое родились в США, двое в Канаде. Пятый ребёнок, Мэттью Каден, родился 25 ноября 2013 года, когда Кимберли была в тюрьме.